# Kalv, Svenljunga kommun
Kalv är kyrkbyn i Kalvs socken i Svenljunga kommun i sydligaste Västergötland, cirka 7 kilometer öster om Mårdaklev.
Kalvs kyrkby ligger vid Kalvsjöns (130 meter över havet) norra ände och består av Kalvs kyrka, några gårdar, en camping samt en badplats och en lanthandel. Varje år arrangeras Kalvfestivalen.

## Ortnamnet
År 1351 skrevs Kalff, vilket syftar på Kalvsjön. Att man använt ordet kalv i sjönamnet kan bero på att sjön liknats vid en kalv i förhållande till den mycket större Fegen. Poststationen hette under många år Kalvsjöholm (äldre stavning Kalfsjöholm).

## Företag i Kalv
Kalv har många småföretagare inom entreprenadverksamhet. Vad gäller medelstora företag finns:
Kalvsjöholmsbolaget är en sprängentreprenör.
Wästgöta Plast är en legoleverantör inom formsprutade plastprodukter.

## Kända personer med koppling till Kalv
- Johan August Grevillius
- Cornelius Rahmn
- Lars Lindman
- Krister Classon